# Левитин, Карл Ефимович
Карл Ефи́мович Леви́тин (17 сентября 1936, Почеп, Западная область, РСФСР, СССР — 20 февраля 2010, Москва, Россия) — советский и российский журналист, популяризатор науки, писатель-фантаст. Заслуженный работник культуры РСФСР, лауреат премий Московского отделения Союза журналистов СССР, Всесоюзного общества «Знание». Публиковался под собственным именем, под псевдонимом Лев Карли́тин и в соавторстве с Анатолием Меламедом под общим псевдонимом Лев Като́лин.

## Биография
Учился в московской школе № 1 (1949—1954). В 1960 году окончил факультет электрификации и автоматизации промышленности и транспорта (ЭАПТФ) Московского энергетического института по специальности «инженер-электромеханик». С 1959 по 1966 год работал во Всесоюзном научно-исследовательском институте электромеханики.
С начала 1960-х годов публиковался в отделе науки «Литературной газеты», газете «Литературная Россия», журналах «Вокруг света», «Наука и жизнь», научно-художественном альманахе «Пути в незнаемое». С 1966 по 1988 год заведовал отделом точных наук журнала «Знание — сила». В 1990—1992 годах работал научным обозревателем в журнале «Наука в СССР», ответственным секретарём в журнале «Природа». С 1991 по 2001 год возглавлял московское бюро журнала Nature.
С 2002 года — сотрудник Института международного права и экономики (ИМПЭ) имени А. С. Грибоедова. Был президентом благотворительного и научно-просветительного фонда «Дух науки», председателем московского отделения Международного фонда истории науки. Участвовал в работе благотворительного фонда Джорджа Сороса «Культурная инициатива». Читал лекции по научной журналистике в ИМПЭ, Открытом университете (Будапешт), Калифорнийском университете (Сан-Диего).
Автор биографических очерков и повестей о людях науки, научно-популярных книг о кибернетике, искусственном интеллекте, математике, нейропсихологии и дефектологии, в том числе «Кибернетические путешествия» (совместно с А. Д. Меламедом, 1967), «Мы были тогда дерзкими парнями…» (о математических рукописях Карла Маркса; совместно с А. Д. Меламедом, 1973), «Всё, наверное, проще…» (1975), «Геометрическая рапсодия» (1976), «Я прошла сквозь мрак и бури…» (об О. И. Скороходовой; 1976), «Мимолётный узор» (об А. Р. Лурии; 1978), «Личностью не рождаются» (о Л. С. Выготском, А. Н. Леонтьеве, А. Р. Лурии, А. И. Мещерякове, В. В. Давыдове; 1982), «Горящий светильник» (1983; премия конкурса издательства «Знание» на лучшую книгу серии «Наука и прогресс»), «Прощание с АЛГОЛом» (1989), The Autobiography of Alexander Luria: A Dialogue with the Making of Mind («Автобиография Александра Лурии: диалог со становлением разума»; совместно с Майклом Коулом, 2005), фантастической повести «Жизнь невозможно повернуть назад» (1986), учебных пособий по научной журналистике. Произведения переводились на английский, болгарский, молдавский, монгольский, сингальский, чешский и японский языки.
В редакцию [журнала «Знание — сила»] он привнёс не только свои темы, но и свой стиль поведения, свои представления, свой взгляд на мир. Человек парадоксальный, он о серьёзном всегда говорил с усмешкой, отстранённо, как бы со стороны, не желая отягощать людей лишними заботами, уверенный, что со своими — следует справляться самому.

И наоборот, о смешном, шуточном — всегда серьёзно, считая шутку, игру делом чрезвычайно важным и саму жизнь понимая как Большую игру со своими правилами и исключениями из них. Мелочь для него подчас становилась важнее важного, а статья, например, когда писалась, неизвестно, но главный принцип — никто не должен видеть и даже догадываться о поте труда — соблюдался в полной мере. С его приходом подсознательно у многих «посыпались» всегдашние их стереотипы, которые теперь становились тривиальными, плоскими. Редакция явно, ни на минуту не догадываясь об этом, подпадала под левитинское обаяние и влияние.— Галина Бельская

### Книги
- Левитин К. Е., Меламед А. Д. Преобразование и стабилизация частоты. — М. : Центральный институт научно-технической информации электротехнической промышленности и приборостроения, 1962. — 118 с. — (Электротехническая промышленность за рубежом. Обзор зарубежной техники).
- Левитин К. Е., Меламед А. Д. Патент НРВ. — М. : Знание, 1964. — 48 с. — (Новое в жизни, науке, технике).
- Левитин К. Е., Меламед А. Д. Горячий свет. — М. : Знание, 1965. — 46 с. — (Новое в жизни, науке, технике).
- Левитин К. Е., Меламед А. Д. Йодные лампы накаливания за рубежом. — М. : ВНИИЭМ. Отделение научно-технической информации, стандартизации и нормализации в электротехнике, 1966. — 36 с. — (Электротехническая промышленность за рубежом).
- Лев Католин. Кибернетические путешествия. — М. : Знание, 1967. — 198 с.
- Лев Католин. «Мы были тогда дерзкими парнями…». — М. : Знание, 1973. — 160 с. — (Прочти, товарищ!).
  - [То же]. — 2-е изд. — М. : Знание, 1979. — 208 с. — (Библиотека «Знание»).
- Левитин К. Е. Всё, наверное, проще…. — М. : Знание, 1975. — 176 с. — (Наука и прогресс).
- Левитин К. Е. Геометрическая рапсодия. — М. : Знание, 1976. — 144 с.
  - [То же]. — 2-е изд. — М. : Знание, 1984. — 176 с.
  - [То же]. — 3-е изд., перераб. и доп. — М. : ИД «Камерон», 2004. — 216 с. — ISBN 5-9594-0023-5.
- Левитин К. Е. «Я прошла сквозь мрак и бури…». — М. : Всероссийское общество слепых, 1976. — 100 с.
  - [То же]. — 2-е изд. — М. : Всероссийское общество слепых, 1981. — 111 с.
- Левитин К. Е. Мимолётный узор. — М. : Знание, 1978. — 80 с. — (Прочти, товарищ!).
  - [То же]. — 2-е изд., испр. и доп., с послесл. авт. — М. : Б. м., 1997. — 228 с. — ISBN 5-89354-06-3.
  -   (en) Levitin K. A Dissolving Pattern : [Pt. 1—2] // Journal of Russian & East European Psychology. — 1998. — Vol. 36, no. 5—6.
- Левитин К. Е. Личностью не рождаются / под ред. В. В. Давыдова. — М. : Прогресс, 1982. — 323 с.
  - [То же]. — 2-е изд. — М. : Наука, 1990. — 208, [1] с. — (Общество и личность). — ISBN 5-02-013377-9.
  -   (en) Levitin K. One is Not Born a Personality. — M. : Progress Publishers, 1982.
  -   (en) Levitin K. One is Not Born a Personality : A biographical history of Soviet Psychology, including “The Best Path to Man”. — Erythros Press and Media, LLC, 2011. — 292 p. — ISBN 978-0-9805428-9-1.
- Левитин К. Е. Горящий светильник. — М. : Знание, 1983. — 208 с. — (Наука и прогресс).
- Левитин К. Е. Прощание с АЛГОЛом : Сочинение в 2 частях для объединённого академического институтского и университетского хора и голоса во славу компьютера. — М. : Знание, 1989. — 224 с. — ISBN 5-07-000073.
- Левитин К. Е. Изреченная мысль : Размышления вслух в семи встречах : учебное пособие по дисциплине «Актуальные проблемы современной науки и журналистика». — М. : ИМПЭ им. А. С. Грибоедова, 2009. — 70 с.
  - То же, журн. вариант:  Изреченная мысль², 2009
- Левитин К. Е. Научная журналистика как составная часть знаний и умений любого учёного. — М. : АНО «Журнал „Экология и жизнь“», 2012. — 304 с. — (Библиотека журнала «Экология и жизнь»). — ISBN 978-5-904553-08-1.
  - Рец.:  Балла, Ольга. Опыты единства : Размышления о книге Карла Левитина «Научная журналистика как составная часть знаний и умений любого учёного» // Экология и жизнь. — 2012. — № 6. — С. 46—47.
  - Рец.:  Леонович, Александр. Времён связующая нить «изреченной мысли» // Дубна. — 2012. — № 50 (28 декабря).
  - Рец.:  Попов, Сергей. Книга, дающая пищу уму // Троицкий вариант — Наука. — 2012. — № 108 (17 июля). — С. 13.
- (en) Cole M., Levitin K., Luria A. R. The Autobiography of Alexander Luria : A Dialogue with the Making of Mind. — New York : Psychology Press, 2005. — 296 p. — ISBN 0805854991.

Составитель
- Будущее искусственного интеллекта : антол. / ред.-сост. К. Е. Левитин, Д. А. Поспелов. — М. : Наука, 1991. — 302 с. — ISBN 5-02-006697-4.

### Статьи, очерки, репортажи, рецензии
- Левитин К. Е., Меламед А. Д. Антенна у стрелки // Наука и жизнь. — 1963. — № 2. — С. 58—59.
- Левитин К. Е., Меламед А. Д. Тиетта // Вокруг света. — 1963. — № 3. — С. 1—5.
- Левитин К. Е., Меламед А. Д. Кибернетика и искусство // Литературная Россия. — 1963. — № 9 (1 марта). — С. 8—9.
- Левитин К. Е., Меламед А. Д. «Авангард» прокладывает дорогу // Наука и жизнь. — 1963. — № 5. — С. 6—11.
- Левитин К. Е., Меламед А. Д. Холодная сварка // Наука и жизнь. — 1963. — № 9. — С. 42—47.
- Лев Католин. Письмена неизреченной мысли // Наука и жизнь. — 1963. — № 10. — С. 28—32.
- Левитин К. Е., Меламед А. Д. Родина открытия — Азербайджан // Наука и жизнь. — 1963. — № 10. — С. 46—49.
- Лев Католин. Путешествие продолжается // Пути в незнаемое : Писатели рассказывают о науке : сб.. — М. : Советский писатель, 1964. — Вып. 4. — С. 167—248.
- Левитин К. Е., Меламед А. Д. Человек у пульта // Наука и жизнь. — 1964. — № 2. — С. 26—30.
- Лев Католин. Большой поиск : У киевских кибернетиков // Новый мир. — 1964. — № 2. — С. 168—185.
- Левитин К. Е., Меламед А. Д. Химический завод — в электрической лампе // Наука и жизнь. — 1964. — № 5. — С. 54—59.
- Левитин К. Е., Меламед А. Д. Наступление на время // Наука и жизнь. — 1965. — № 9. — С. 18—26.
- Лев Католин. Волшебник нефтяного города // Пути в незнаемое : Писатели рассказывают о науке : сб.. — М. : Советский писатель, 1965. — Вып. 5. — С. 90—147.
- Левитин К. Е. Попробуйте накормить корову // Знание — сила. — 1966. — № 3. — С. 48. — Рец. на кн.: Дадаян В. С. Математика в экономике. — М. : Наука, 1965. — 59 с. — (Научно-популярная серия / Акад. наук СССР).
- Лев Католин. Неизбежность сложного мира // Знание — сила. — 1966. — № 6. — С. 11—13.
- Левитин К. Е., Меламед А. Д. Диалог с машиной // Знание — сила. — 1966. — № 9. — С. 2—6.
- Лев Католин. Бык на радиопривязи // Знание — сила. — 1966. — № 11. — С. 24—26.
- Лев Католин. Разговор со станком // Знание — сила. — 1966. — № 12. — С. 3—5.
- Левитин К. Е. Репортаж из банка // Знание — сила. — 1967. — № 1. — С. 28.
- Левитин К. Е. Библиографический репортаж из дома Агафона // Знание — сила. — 1968. — № 2. — С. 28—32.
  - [То же] : Репортаж из дома Агафона // Пути в незнаемое : Писатели рассказывают о науке : сб. / [ред. Б. Н. Агапов]. — М. : Советский писатель, 1970. — Вып. 8. — С. 222—270.
- Лев Католин. «Мы были тогда дерзкими парнями…» // Знание — сила. — 1968. — № 3. — С. 15—17 ; № 4. — С. 25—27 ; № 5. — С. 2—5.
  - [То же] // Пути в незнаемое : Писатели рассказывают о науке : сб. / [ред. Б. Н. Агапов]. — М. : Советский писатель, 1970. — Вып. 8. — С. 59—114.
  - То же в:  «Мы были тогда дерзкими парнями…», 1973; «Мы были тогда дерзкими парнями…», 1979
- Левитин К. Е. Случайно ль мы живём? // Знание — сила. — 1969. — № 2. — С. 17—20.
- Левитин К. Е. Геометрическая рапсодия // Знание — сила. — 1970. — № 1. — С. 62—63 ; № 2. — С. 38—40 ; № 9. — С. 39—43 ; № 12. — С. 20—23.
  - То же в:  Геометрическая рапсодия, 1976; Геометрическая рапсодия, 1984; Геометрическая рапсодия, 2004
- Левитин К. Е. В щупальцах «кальмара» : репортаж из собственного дома // Знание — сила. — 1970. — № 7. — С. 28—30.
- Левитин К. Е. Заря космической эры : [беседа с членом-корреспондентом АН СССР Б. В. Раушенбахом] // Знание — сила. — 1971. — № 4. — С. [II], 1.
- Левитин К. Е. Машины, кругом машины… // Знание — сила. — 1971. — № 4. — С. 15.
- Гангнус А. А., Зеленко Г. А., Левитин К. Е. Большая наука у Тихого океана // Знание — сила. — 1971. — № 5. — С. 16—18.
- Левитин К. Е. И видны в саду даже формулы… // Знание — сила. — 1971. — № 9. — С. 37—40 ; № 10. — С. 29—31 ; № 11. — С. 40—43.
- Левитин К. Е. Лучший путь к человеку // Знание — сила. — 1972. — № 9. — С. 16—19 ; № 10. — С. 28—30, 41.
  - [То же] // Пути в незнаемое : Писатели рассказывают о науке : сб. / [сост. Б. Н. Агапов, Ю. Г. Вебер]. — М. : Советский писатель, 1974. — Вып. 11. — С. 75—120.
  - [То же] // Пути в незнаемое : Писатели рассказывают о науке : [избранные очерки] : сб. / [сост. Б. Г. Володин]. — М. : Советский писатель, 1987. — С. 194—240.
  -   (en) Levitin K. The Best Path to Man // Soviet Psychology. — 1979. — Vol. 18, no. 1.
- Левитин К. Е. Встреча со старым знакомым // Знание — сила. — 1973. — № 2. — С. 47. — Рец. на кн.: Кнорре Е. С. Путешествие в мир трансуранов. — М. : Атомиздат, 1971. — 169 с.
- Левитин К. Е. Мозг: живой, бодрствующий, работающий // Знание — сила. — 1974. — № 10. — С. 8—12.
- Левитин К. Е. «История страшного ранения…» : библиографический репортаж // Знание — сила. — 1974. — № 12. — С. 10—15.
- Лев Католин. Важная, но ненаписанная страница в творческой биографии К. Маркса // Человек науки / под ред. М. Г. Ярошевского. — М. : Наука, 1974. — С. 152—159.
- Левитин К. Е. Три вопроса: профессору А. Н. Мелихову, заведующему кафедрой Таганрогского радиотехнического института¹ ; профессору О. Г. Чораяну, заместителю директора НИИ нейрокибернетики² // Знание — сила. — 1975. — № 4. — С. 15—16¹ ; 17².
- Левитин К. Е., Чеховская Т. П. Почва — память и почва — момент : [беседа с почвоведом, доктором географических наук В. О. Таргульяном] // Знание — сила. — 1975. — № 7. — С. 4—5.
- Левитин К. Е., Чеховская Т. П. Математическая экология? Её ещё нет… : [беседа с председателем оргкомитета Всесоюзной школы по математическому моделированию в экологии А. М. Молчановым] // Знание — сила. — 1975. — № 10. — С. 29—31.
- Левитин К. Е. Сближение идей далековатых // Знание — сила. — 1975. — № 11. — С. 8, 47.
- Левитин К. Е., Чеховская Т. П. Фрингилла // Знание — сила. — 1976. — № 3. — С. 33—36 ; № 4. — С. 31—34.
- Левитин К. Е. Отношения, основанные на доверии : [интервью с директором Института экологии растений и животных Уральского научного центра АН СССР академиком С. С. Шварцем] // Знание — сила. — 1976. — № 9. — С. 8—13.
- Левитин К. Е. «Подобные девам живым…» // Знание — сила. — 1976. — № 10. — С. 3—4.
- Левитин К. Е., Чеховская Т. П. «Все, способные носить оружие…» // Знание — сила. — 1977. — № 8. — С. 35—38.
- Недалеко от Москвы : [подборка материалов о Ногинском научном центре] / В. Т. Брель, К. Е. Левитин, Ю. Т. Слюсарев // Знание — сила. — 1977. — № 10. — С. 29—49.
- Левитин К. Е. Не скованный числом // Знание — сила. — 1978. — № 3. — С. 17—20.
- «Время, в которое мы жили…» : [воспоминания А. Р. Лурии в записях К. Е. Левитина] // Знание — сила. — 1978. — № 5. — С. 56—59.
- Левитин К. Е. Кибернетика без «кибернетики» // Знание — сила. — 1978. — № 7. — С. 20. — Рец. на кн.: Шилейко А. В., Шилейко Т. И. Кибернетика без математики. — 2-е изд., доп. — М. : Энергия, 1977. — 222 с. — (Массовая радиобиблиотека ; вып. 945).
- Левитин К. Е. Прекрасный мир подробностей : режиссёрская разработка // Знание — сила. — 1978. — № 8. — С. 19—22.
- Левитин К. Е. 26 страниц про математику // Знание — сила. — 1978. — № 9. — С. 34. — Рец. на кн.: Яглом И. М. Феликс Клейн и Софус Ли. — М. : Знание, 1977. — 64 с. — (Новое в жизни, науке, технике. Сер. Математика, кибернетика ; № 11).
- Левитин К. Е. Психология. Её сегодняшние проблемы : [интервью с директором Института общей и педагогической психологии Академии педагогических наук СССР, членом-корреспондентом АПН СССР, профессором В. В. Давыдовым] // Знание — сила. — 1978. — № 10. — С. 16—18.
- Федотова Н., Шевелёва Г., Левитин К. Е. Алмаз по имени «Биосфера» // Знание — сила. — 1979. — № 1. — С. 1—3.
- Лев Католин. «Трактуемые математически» // Знание — сила. — 1979. — № 5. — С. 36—38.
  - То же в:  «Мы были тогда дерзкими парнями…», 1979
- Левитин К. Е. Мнемозиум в мёртвый сезон : рассказ о седьмых Гагрских беседах, посвящённых проблемам памяти // Знание — сила. — 1979. — № 6. — С. 12—16.
- Левитин К. Е. Ископаемые концепции // Знание — сила. — 1979. — № 9. — С. 39—43.
- Левитин К. Е. «Мы по-другому стали смотреть на многие вещи» : [беседа с заместителем председателя Совета по искусственному интеллекту Комитета по системному анализу АН СССР, заведующим сектором вычислительного центра АН СССР доктором технических наук Д. А. Поспеловым] // Знание — сила. — 1979. — № 10. — С. 14—17.
- Левитин К. Е. Пожизненные соавторы // Знание — сила. — 1979. — № 11. — С. 10—13 ; № 12. — С. 16—19.
- Лев Карлитин. На книжном посту // Знание — сила. — 1979. — № 12. — С. 38. — Рец. на кн.: Слово о науке : Афоризмы. Изречения. Литературные цитаты : [Кн. 1] / сост. и авт. предисл. и введ. к главам Е. С. Лихтенштейн. — 2-е изд., испр. и доп. — М. : Знание, 1978. — 272 с.
- Левитин К. Е. Вдали от королевства маятников // Знание — сила. — 1980. — № 5. — С. 22—24.
- Левитин К. Е. Третий век одного завода // Знание — сила. — 1980. — № 6. — С. 40—42.
- Левитин К. Е. Разница в сходном, сходство в различном // Знание — сила. — 1980. — № 7. — С. 35—36. — Рец. на кн.: Пухначёв Ю. В., Попов Ю. П. Учитесь применять математику : (Математика без формул). — М. : Знание, 1978. — Вып. 2. — 158 с.
- Левитин К. Е. Дом не сохранился… // Знание — сила. — 1981. — № 3. — С. 48. — Рец. на кн.: Волович Н. М. Пушкинские места Москвы и Подмосковья. — М. : Московский рабочий, 1979. — 231 с.
- Левитин К. Е., Брель В. Т. (фото). В степи под Херсоном… // Знание — сила. — 1981. — № 11. — С. 4—7.
- Левитин К. Е. Память, неандерталец и компьютер // Пути в незнаемое : Писатели рассказывают о науке : сб. / [сост. Б. Г. Володин]. — М. : Советский писатель, 1982. — Вып. 16. — С. 278—320.
- Левитин К. Е. Без суфлёра // Знание — сила. — 1982. — № 6. — С. 7—9.
- Лев Карлитин. Природа испытателей // Знание — сила. — 1983. — № 1. — С. 11. — Рец. на кн.: Давыдов А. И. Испытатели природы. — М., 1981. — 79 с. — (Прочти, товарищ!).
- Левитин К. Е. «…Где начало трав» // Знание — сила. — 1983. — № 2. — С. 23. — Рец. на ст.: Туров А. Ф. Живая вода // Дорогами России : Очерки : [сб.] / [сост. А. Л. Никитин]. — М. : Советский писатель. — 458, [2] с.
- Левитин К. Е. Любопытной Варваре… : опыт прочтения сугубо медицинской монографии // Знание — сила. — 1983. — № 7. — С. 39—40. — Рец. на кн.: Буков В. А. Рефлекторные влияния с верхних дыхательных путей : (Роль в жизнедеятельности организма). — М. : Медицина, 1980. — 272 с.
- Левитин К. Е. Солдат второй промышленной революции // Знание — сила. — 1983. — № 9. — С. 22—25.
- Левитин К. Е. Ускорять и накоплять // Знание — сила. — 1984. — № 1. — С. 17—20.
- Левитин К. Е. Культура работы // Знание — сила. — 1984. — № 3. — С. 10—11. — Рец. на кн.: Котик М. А. Психология и безопасность. — Таллин : Валгус, 1981. — 408 с.
- Левитин К. Е. Программа для программ // Знание — сила. — 1984. — № 4. — С. 10—12.
- Лев Карлитин. Восемнадцать мгновений Джоконды // Знание — сила. — 1984. — № 10. — С. 35. — Рец. на кн.: Ищенко Е. П. Криминалисты раскрывают тайны. — Свердловск : Средне-Уральское книжное издательство, 1982. — 207 с.
- Лев Карлитин. Марафон длиной в восемьдесят пять веков // Знание — сила. — 1986. — № 2. — С. 28. — Рец. на кн.: Лебедев Ю. А. Второе дыхание марафонца : (О свинце). — М. : Металлургия, 1984. — 120 с.
- Левитин К. Е. Песнь о Спесивом // Знание — сила. — 1986. — № 2. — С. 36. — Рец. на кн.: Боярский П. В. Седлайте коней!. — М. : Детская литература, 1983. — 159 с., 8 л. ил.
- Левитин К. Е. Главное звено // Знание — сила. — 1986. — № 3. — С. 8—11.
- Левитин К. Е. Космическая сага // Знание — сила. — 1986. — № 4. — С. 15. — Рец. на кн.: Губарев В. С. Век космоса : Страницы летописи. — М. : Советский писатель, 1985. — 672 с.
- Левитин К. Е. Масштабы времени // Знание — сила. — 1986. — № 11. — С. 24—27.
- Левитин К. Е. Скульптура мысли // Пути в незнаемое : Писатели рассказывают о науке : сб. / [сост. Б. Г. Володин, В. М. Стригин]. — М. : Советский писатель, 1986. — Вып. 19. — С. 76—123.
- Левитин К. Е. «Звёзды» вычислительной техники : [интервью с директором Института проблем кибернетики АН СССР академиком В. А. Мельниковым] // Знание — сила. — 1987. — № 1. — С. 1—3, 78—80.
- Левитин К. Е. Волны на берегу Дуная // Знание — сила. — 1987. — № 3. — С. 8—15 ; № 4. — С. 16—24.
- Левитин К. Е. «Кентавр» выходит на связь // Знание — сила. — 1987. — № 9. — С. 36—42.
- Левитин К. Е., Леонович А. А. Наука Азербайджана: время перестройки : [беседа с вице-президентом Академии наук Азербайджанской ССР Н. А. Гулиевым] // Знание — сила. — 1987. — № 12. — С. 6—11.
- Левитин К. Е. Кто разделит судьбу динозавров? // Знание — сила. — 1989. — № 1. — С. 24—30.
- (en) Levitin K. Retrospective View of the Perspective // Science in the USSR. — USSR Academy of Sciences, 1990. — No. 1 (January-February). — P. 98—107.
- Левитин К. Е. К истинному незнанию // Знание — сила. — 1990. — № 4. — С. 12—19.
- Левитин К. Е., Поспелов Д. А. Семинар по психонике // Новости искусственного интеллекта. — 1991. — № 1. — С. 31—36.
- Левитин К. Е. «Познать самого себя» : Из разговоров с М. Сомальвико // Будущее искусственного интеллекта : антол. / ред.-сост. К. Е. Левитин, Д. А. Поспелов. — М. : Наука, 1991. — С. 242—243. — ISBN 5-02-006697-4.
- (en) Cole M., Levitin K. A Cultural-Historical View of Human Nature // Being Human / Neil Roughly (ed.). — Walter de Gruyer, 2000.
- Левитин К. Е. Психологическая симфония // Школьный психолог. — 2002. — № 44.
- Левитин К. Е. Что дают измерения в наукометрии? // Человек, который не умел быть равнодушным : Юрий Тимофеевич Стручков в науке и жизни / ред.-сост. А. Ю. Стручков. — М. : Центр издания образовательной литературы по истории науки и техники, 2005. — С. 163—172, 649.
- Левитин К. Е. Феномен Лурии // Знание — сила. — 2007. — № 12. — С. 58—65.
- Левитин К. Е. Изреченная мысль // Знание — сила. — 2009. — № 1. — С. 118—125 ; № 2. — С. 114—123 ; № 3. — С. 117—124 ; № 4. — С. 117—124 ; № 5. — С. 115—123 ; № 6. — С. 117—125 ; № 7. — С. 118—125.
  - То же, кн. вариант:  Изреченная мысль¹, 2009
- Левитин К. Е. Каждый четверг и всю жизнь : (Мелодии любви) // Знание — сила. — 2009. — № 9. — С. 117—124.
- Левитин К. Е. Возвращение из небытия // Знание — сила. — 2011. — № 1. — С. 115—122.

### Фантастические произведения
- Лев Карлитин. Инспектор по кадрам : рассказ // Знание — сила. — 1984. — № 4. — С. 47—48.
  - [То же] // Полдень, XXI век. — 2008. — № 5. — С. 135—146.
- Лев Карлитин. С вами ничего не случится : рассказ // Знание — сила. — 1984. — № 12. — С. 44—46.
- Левитин К. Е. Жизнь невозможно повернуть назад : повесть // Уральский следопыт. — 1986. — № 10. — С. 44—60 ; № 11. — С. 31—45.
  - [То же, авт. версия] : Палиндром // Знание — сила: Фантастика. — 2015. — № 1. — С. 3—27 ; № 2. — С. 3—33.
- Левитин К. Е. Променянный рай : рассказ // Знание — сила. — 1988. — № 9. — С. 84—90.

### О Карле Левитине
- [Памяти Карла Левитина] // Знание — сила. — 2010. — № 5. — С. 125.
- Бельская Г. П. Остров в океане // Знание — сила. — 2021. — № 1. — С. 69—80.